# Calytrix asperula
Calytrix asperula är en myrtenväxtart som först beskrevs av Johannes Conrad Schauer, och fick sitt nu gällande namn av George Bentham. Calytrix asperula ingår i släktet Calytrix och familjen myrtenväxter. Inga underarter finns listade i Catalogue of Life.